# Михайлівська сільська рада (Покровський район)
| Михайлівська сільська рада — колишній орган місцевого самоврядування у Покровському районі Донецької області з адміністративним центром у с. Михайлівка. Сільській раді підпорядковані населені пункти: - с. Михайлівка - с. Мемрик |

## Склад ради
Рада складається з 16 депутатів та голови.

## Керівний склад сільської ради
| ПІБ                         | Основні відомості                                                    | Дата обрання | Дата звільнення |
| --------------------------- | -------------------------------------------------------------------- | ------------ | --------------- |
| Кашик Анатолій Павлович     | Сільський голова, 1952 року народження, освіта, член Партії регіонів | 26.03.2006   | 31.10.2010      |
| Грицак Руслан Володимирович | Сільський голова, 1980 року народження, освіта вища, безпартійний    | 31.10.2010   |                 |

Примітка: таблиця складена за даними джерела